# Gerevich Aladár
Gerevich Aladár (Jászberény, 1910. március 16. – Budapest, 1991. május 14.) hétszeres olimpiai aranyérmes, tizennégyszeres világbajnok, harmincnégyszeres magyar bajnok vívó, edző. Felesége: Bogáthy Bogen Erna olimpiai bronzérmes (1932) tőrvívónő. Fiai: Gerevich Pál világbajnok, csapatban kétszeres olimpiai bronzérmes (1972, 1980) kardvívó, edző és Gerevich György kardvívó, edző.

## Élete

### Első vívómester
A későbbi többszörös olimpiai bajnok első vívómestere az édesapja volt. A vívómester 1920-ban telepedett le Miskolcon, négy évvel később a legidősebb fia is megérkezett a borsodi városba. Édesapja 14-15 éves korában kezdett el vele foglalkozni, hetente négyszer-ötször voltak 2-3 órás edzései. A vívómester szigorúan figyelt arra, hogy mit ehet a fia, milyen testerősítő gyakorlatokat végezhet (rövid távú futás, magas- és távolugrás, tenisz) és milyeneket nem (birkózás, szertorna, evezés, súlyemelés). A ragyogó technikával rendelkező kiváló vívó mesterként külön ügyelt arra, hogy a vívóakciók végrehajtása a lehető legmagasabb technikai színvonalon történjen. Csak hosszú hónapokkal később vehetett vívókardot a kezébe. 1926 májusában volt az első versenye, a Miskolci Atléta Kör  (MAK) által szervezett kardvívó előverseny, ekkor még kiesett. Októberben már megnyerte a MAK házi versenyét. Két hónappal később kiváló szereplésével már egy országos versenyen keltett feltűnést. Ezek után édesapja megkereste a világhírű Italo Santellit, akit jól ismert, hiszen az első világháború előtt már oktatott az olasz mester budapesti vívótermében. Santelli ingyen vállalta a tehetséges fiatalember képzését. Gerevich mester legidősebb fia 1927-ben felköltözött Budapestre, ahol a nagybátyjánál, a művészettörténész Gerevich Tibornál lakott. 1928 februárjában már a Santelli-iskola vívójaként szerepelt az újsághírekben, ekkor harmadik lett a MAFC által szervezett hendikep kardversenyen.

### A budapesti évtizedek
Santelli termében vált az olimpiai játékok története során is kivételes bajnokká, aki 6 olimpián vett részt, és mindegyikről arannyal tért haza. Fiatalon került a magyar kardcsapatba, ahol olyan egyéniségekkel vívhatott együtt, mint az akkori legjobbnak tartott Petschauer Attila. Folyamatosan felzárkózott a csapatban vívó többi világklasszishoz, és 1948-ban már egyéniben is olimpiai aranyat nyert. Bizonyára lelkesítette, hogy az első fia ugyanezen a napon született. Fiai szintén eredményes vívókká váltak. Felesége és apósa is olimpiai érmek birtokosai voltak.
Gerevich Aladár, „Ali bácsi” még 50 évesen is olimpiát nyert. Amikor megkérdőjelezték az indulását, ő kihívta a fiatalokból álló csapatot, és mindenkit legyőzött. Hallatlan saját eredményei mellett a nevelésben is kiemelkedő volt, tanítványai rajongtak érte.
1988-ban megkapta a NOB Olimpiai Érdemrend ezüst fokozatát. 1989-ben a MOB tagja lett.

## Eredményei
Olimpiai eredményei kardvívásban:
Csapat arany: 1932, 1936, 1948, 1952, 1956, 1960.
Egyéni eredmények: 1936 bronz, 1948 arany, 1952 ezüst.
Emellett tőrvívásban is nyert bronzérmet 1952-ben a csapattal. 
Az olimpiai érmeken túl még 19 világ- és Európa-bajnoki (nem hivatalos világbajnoki) arany-, ezüst- és bronzérmet szerzett.
A magyar sportolók között Gerevich Aladár szerezte a legtöbb olimpiai aranyérmet, szám szerint hetet, mellyel az olimpiák történetében is a legeredményesebb szereplők között tartják számon. Az elképesztő eredménysor értékét még tovább fokozza az a tény, hogy Gerevich Aladár pályafutásának csúcsán két olimpia is elmaradt a második világháború miatt.
„Voltak a magyar vívás igazán fényes történetében más, zseniálisan nagy vívók rajta kívül is. Még kardvívók is. De azt a technikai tökélyt, azt a briliáns technikát, amellyel ő bírt, senki más nem érte el soha.”
Kivételes technikája, nagyszerű fizikuma, eleganciája kiemelte még a többi nagyszerű magyar vívó közül is.

## Díjai, elismerései
- Toldi Miklós-érdemérem arany (1936), ezüst (1938)[13]
- Jászberény díszpolgára (1948)
- Magyar Népköztársasági Sportérdemérem arany fokozat (1951)[14]
- A Magyar Népköztársaság Érdemes Sportolója (1954)[15]
- Mesteredző (1961)
- Olimpiai Érdemrend ezüst fokozat (1988)
- A Magyar Népköztársaság aranykoszorúval díszített csillagrendje (1989)
- nemzetközi Fair play-díj (életmű) (1990)
- Magyar Olimpiai Érdemérem (1991)
- Halhatatlan magyar sportoló (1991)
- A köztársasági elnök posztumusz aranyérme (1996)
- A Nemzetközi Vívószövetség hírességek csarnokának tagja (2013)[16]

## Emlékezete
- Gerevich Aladár emlékterem a Csanádi Árpád Iskolában (1992)
- Emléktábla egykori lakóházán, az Attila úton (1995)
- Gerevich Aladár (majd Gerevich-Kovács-Kárpáti) emlékverseny (1996)
- Gerevich Aladár Nemzeti Sport Közalapítvány (1996)
- Gerevich Aladár-emlékérem (1996)
- Gerevich Aladár-sportösztöndíj
- Gerevich Aladár utca Jászberényben
- Gerevich Aladár nevét vette fel a budapesti Nemzeti Sportcsarnok (2010)
- Gerevich Aladár nevét vette fel a Törökbálinti Gerevich Aladár Vívó Egyesület (2017)

## Kötete
- Gerevich Aladár–Szepesi László: Korszerű kardvívás; Sport, Bp., 1979

## Képgaléria

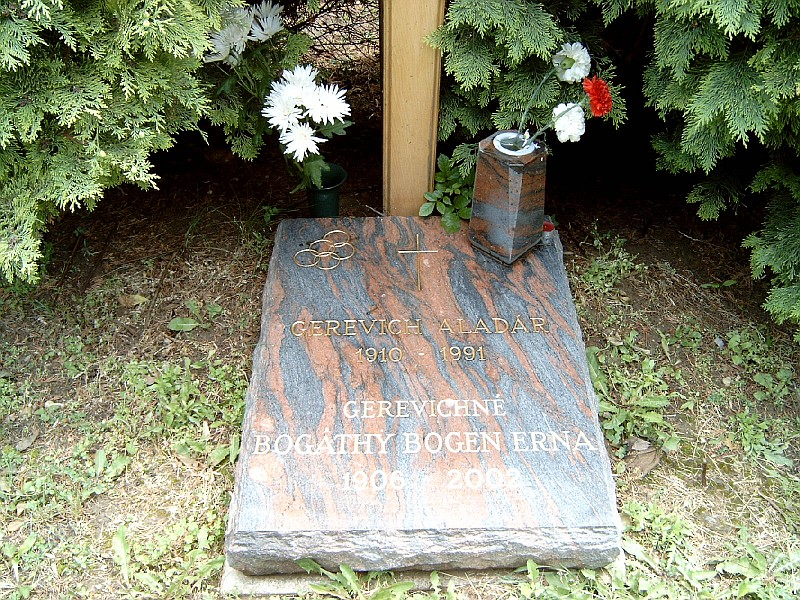
Gerevich Aladár sírja Budapesten. Farkasréti temető: 60/2-főút-3.
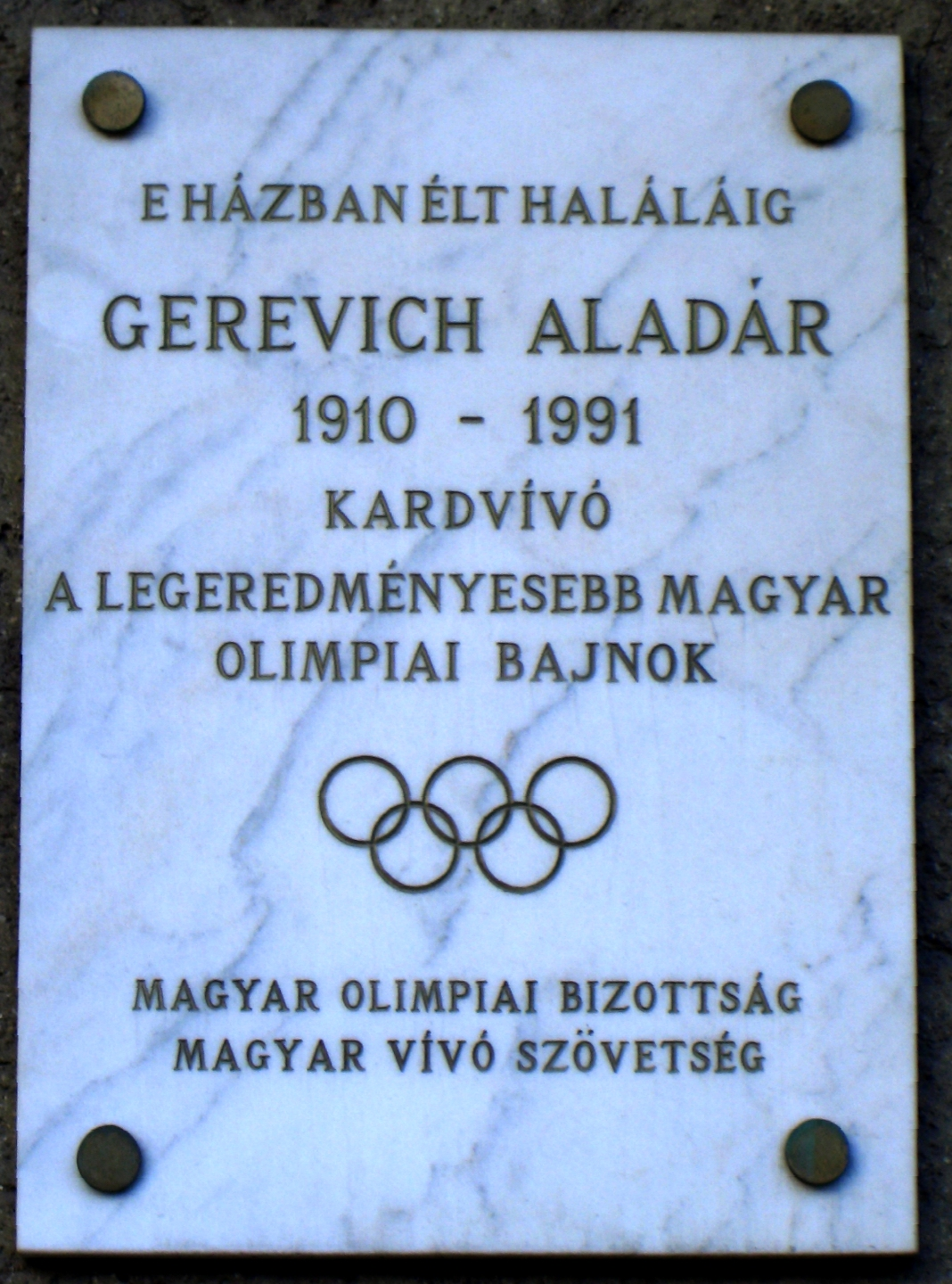
Régebbi emléktáblája (2009-ig): I. kerület Attila út 39.
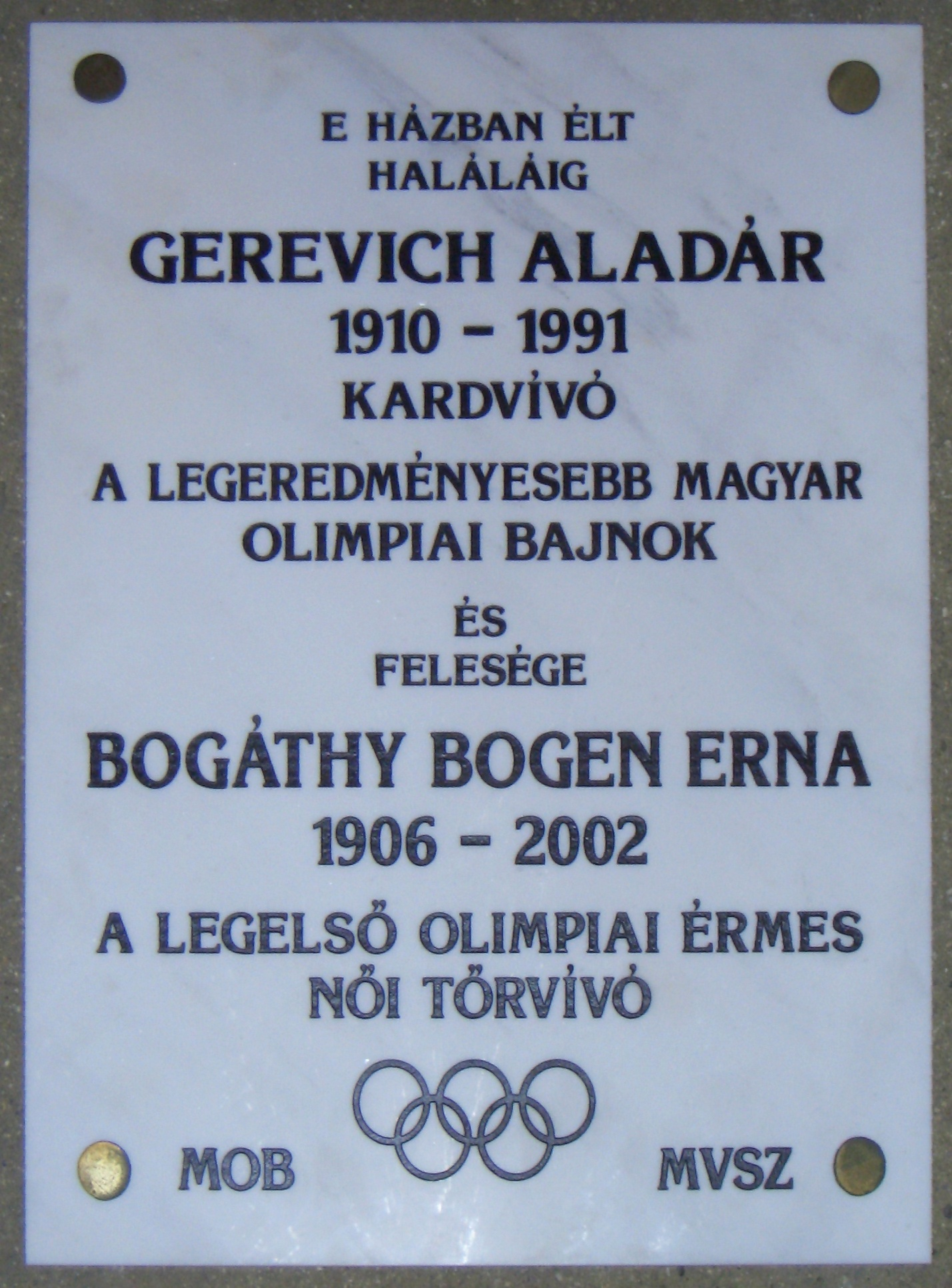
Új emléktáblája (2010-től): I. kerület Attila út 39.